# 奧斯曼內戰 (1509-1512)
1509-1512年奧斯曼內戰，是在奧斯曼帝國蘇丹巴耶塞特二世統治末期的1509年至1512年的繼承戰爭。戰爭是在他的兩個兒子艾哈邁德和塞利姆之間進行的繼承戰爭。
1509年，兩位王子中較年長的艾哈邁德在小亞細亞中贏得了對抗卡拉曼里土耳其人和他們的薩法維盟友的戰鬥，然後在伊斯坦堡進行了遊行，以利用他的勝利。由於擔心他的安全，塞利姆在色雷斯進行了一場叛亂，但被巴耶塞特擊敗並被迫逃往克里米亞（1511年）。此時，巴耶塞特二世感到恐懼，拒絕讓兒子進入君士坦丁堡。
塞利姆後來從克里米亞回來，並在耶尼切里的支持下擊敗並殺害了艾哈邁德。巴耶塞特於1512年4月25日退位。返回他的家鄉德莫提卡，但他一路上就死了，並被埋葬在伊斯坦堡的巴耶塞特清真寺旁邊。 